# Xã Condon, Quận Tripp, South Dakota
Xã Condon (tiếng Anh: Condon Township) là một xã thuộc quận Tripp, tiểu bang Nam Dakota, Hoa Kỳ. Năm 2010, dân số của xã này là 37 người.